# Oleria fasciata
Espèce
Oleria fasciata est une espèce d'insectes lépidoptères, un papillon diurne appartenant à la famille des Nymphalidae, sous-famille des Danainae, à la tribu des Ithomiini, sous-tribu des Oleriina et au genre Oleria.

## Dénomination
Oleria fasciata a été décrit par Richard Haensch en 1903 sous le nom initial de Leucothyris fasciata.

### Sous-espèces
- Oleria fasciata fasciata ; présent en Équateur.
- Oleria fasciata melchori Lamas, 2003 ; présent au Pérou.
- Oleria fasciata ssp. ; présent au Pérou[1].

### Nom vernaculaire
Oleria fasciata se nomme Fasciata Clearwing en anglais.

## Description
Oleria fasciata est un papillon d'une envergure d'environ 60 mm aux ailes antérieures à bord interne concave.
Les ailes sont transparentes à veines marron, large bordure marron et aux ailes antérieures apex marron et bandes marron soulignant la cellule, orange.
Sur la revers l'ornementation est la même en orange.

## Écologie et distribution
Oleria fasciata est présent en Colombie, en Équateur et au Pérou,.

### Protection
Pas de statut de protection particulier.